# 丑子冈
丑子冈（1905年—1963年），女，湖南长沙人，中国幼儿教育家，曾任延安洛杉矶托儿所所长，第二、三届全国政协委员。海清主演的《啊摇篮》就以丑子冈為原型。